# Juan Henríquez de Villalobos
Juan Henríquez de Villalobos (¿Lima? 1630 - Madrid, 1689) fue un militar y administrador español que, tras una lucida participación en diversas guerras europeas, fue designado gobernador de Chile. 

## Biografía
Era hijo de un oidor de Lima, caballero de la Orden de Santiago, que luego fue ascendido a gobernador de Granada. Tras breves estudios de leyes en la Universidad de Salamanca, se enroló en la armada de la Mar Océana. Después luchó en Francia, Italia y Portugal.
Fue nombrado gobernador de Chile, por Mariana de Austria, regente de España. En dicho cargo, que ejerció entre octubre de 1670 y abril de 1682, llegó a convertirse, de acuerdo a la historiografía chilena, en el epítome de gobernador corrupto y nepotista. Su gobierno fue ensombrecido por una larga serie de litigios y acusaciones entablados por los oidores de la Real Audiencia de Santiago y otros vecinos de la colonia. 
En el contexto de la Guerra de Arauco, Henríquez enfrentó en 1672 una sublevación mapuche, que reprimió duramente.
Se supone que fue uno de los gobernadores que salió más rico del cargo, con un patrimonio de no menos de 900 mil pesos, según José Toribio Medina.
| Precedido por: Diego González Montero Justiniano febrero - octubre de 1670 | Gobernador del Reino de Chile 1670-1682 | Sucedido por: Marcos José de Garro Senei de Artola 1682-1692 |